# Моноплан

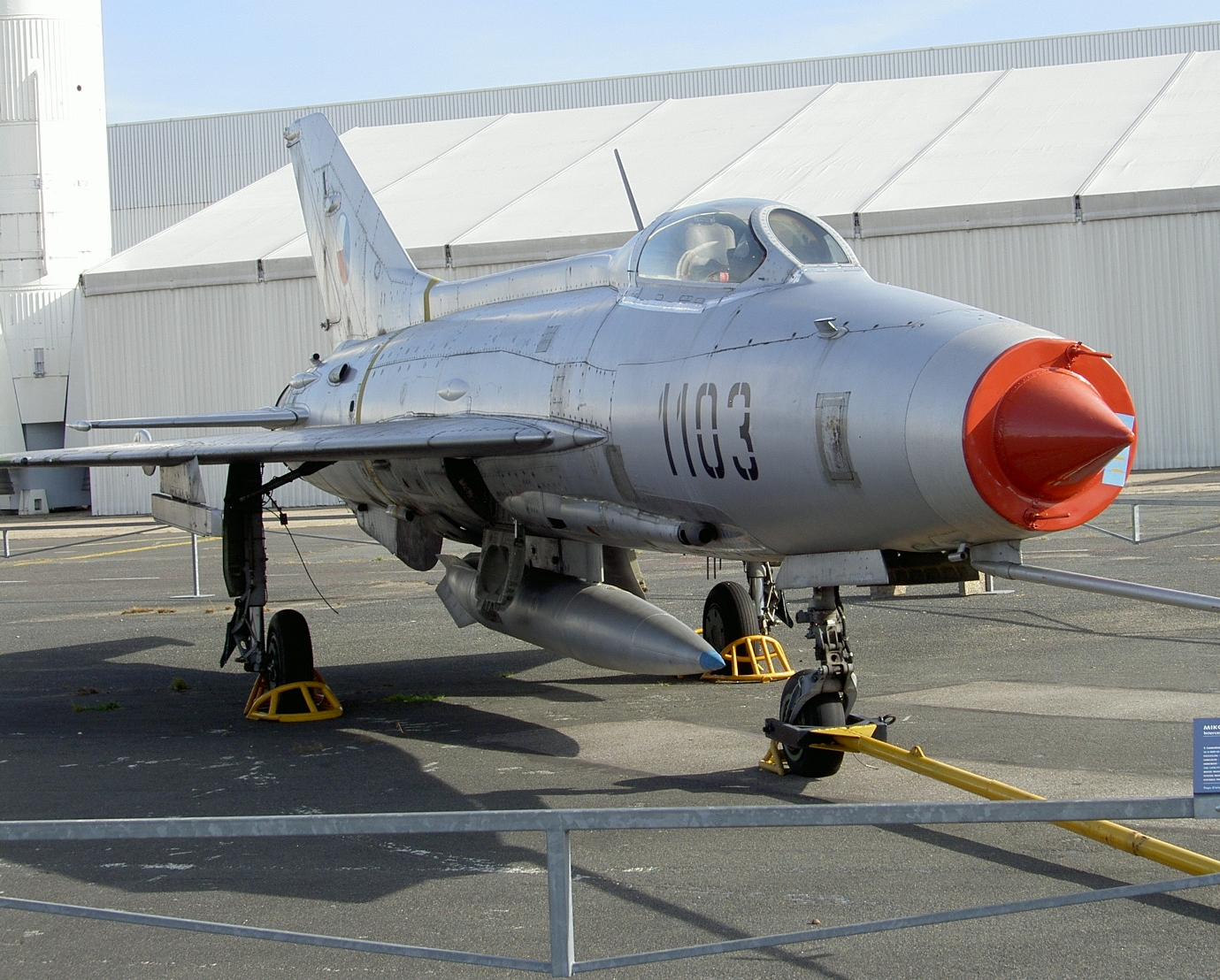
Истребитель МиГ-21 — среднеплан

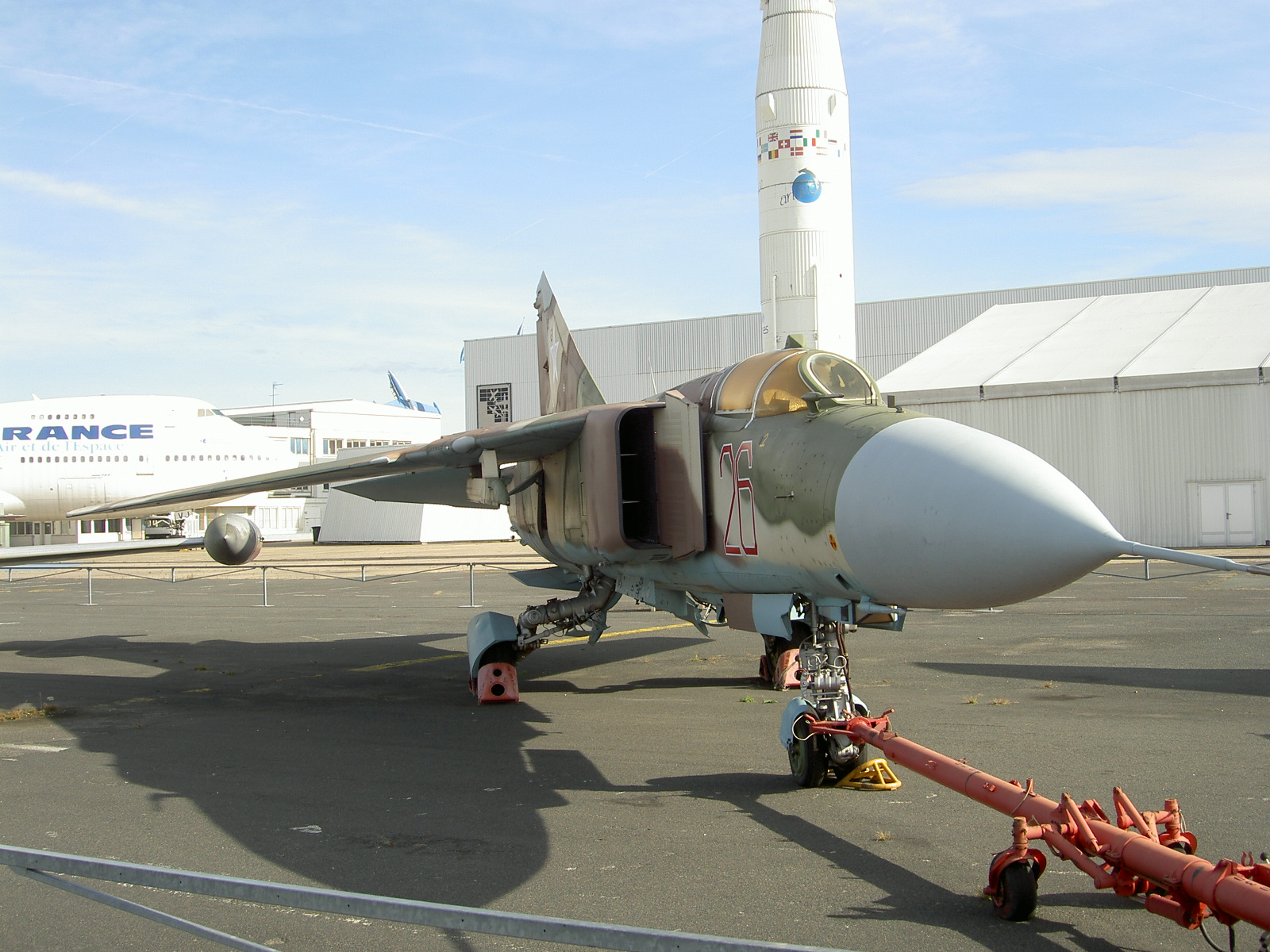
Истребитель МиГ-23 — высокоплан

Монопла́н (от греч. μόνος, «один» и лат. planum, «плоскость») — самолёт, имеющий одну несущую поверхность (одно крыло), в отличие от биплана или триплана. Монопланы стали популярной конструкцией в авиастроении в начале 1930-х годов.
По высоте установки крыла относительно фюзеляжа монопланы подразделяют на следующие типы:
- низкопланы;
- среднепланы;
- высокопланы;
- парасоль (от фр. parasol — зонтик) — крыло располагается над фюзеляжем.

Если у моноплана крыло не поддерживается расчалками, стойками или подкосами, его называют свободнонесущим. В сравнении с бипланом, крыло свободнонесущего моноплана тяжелее, однако такое крыло обладает более высокими летными характеристиками.